# Benoît Cœuré
Benoît Cœuré (nacido el 17 de marzo de 1969) es un economista francés, nombrado miembro del Comité Ejecutivo del Banco Central Europeo (BCE) en 2011.

## Carrera
Cœuré impartió clases de economía en l'Ecole Polytechnique y fue economista jefe, oficial n.º 2, jefe de asuntos multilaterales y de desarrollo, y director del departamento de gestión de deuda pública del Ministerio de Economía francés. De 2007 a 2009, fue también copresidente del Club de París, un foro informal de acreedores oficiales y países deudores.

### Banco Central Europeo
A finales de noviembre de 2011, Cœuré fue nominado al Comité Ejecutivo del BCE para reemplazar al italiano Lorenzo Bini Smaghi. Era, en un sentido, un reemplazo para el expresidente del BCE Jean-Claude Trichet en el comité formado por seis miembros. Francia había insistido, como condición para aprobar al italiano Mario Draghi como el sustituto de Trichet a principios de año, en la renuncia anticipada de Bini Smaghi para que un nuevo miembro francés pudiera ser nombrado. En las audiencias de confirmación en diciembre, en línea con la posición ya expresada por Draghi, Cœuré dijo que el banco tal vez tendría que aumentar sus compras de deuda soberana de los países miembros como parte de los esfuerzos para combatir la crisis de deuda soberana europea. Sin embargo, indicó que cualquier incremento en la compra de bonos tendría que obedecer el objetivo principal del BCE de garantizar la estabilidad de precios. Fue confirmado en el cargo a mediados de diciembre y comenzó su mandato el 1 de enero de 2012.
Cœuré fue puesto al cargo de los departamentos de operaciones de mercado del BCE a partir de marzo de 2012, sucediendo a José Manuel González Páramo, así como los sistemas de pago e infraestructuras de mercado, y el servicio de investigación económica.
Cœuré es un partidario de la política monetaria del BCE, incluyendo el uso de medidas no convencionales. En repetidas ocasiones señaló que la situación económica desde el estallido de la crisis justifica los bajos tipos de interés del BCE. Sin embargo, advirtió, que la respuesta de la política monetaria del BCE a la crisis conlleva riesgos. En sus palabras, protege a los gobiernos y otros participantes en el mercado de la sanción disciplinaria de los mercados y podría hacer más fácil decidir posponer reformas dolorosas.
Instó a los gobiernos a no ser complacientes, porque los tipos no permanecerán tan bajos eternamente. «Con nuestras decisiones les dimos tiempo. Es importante que aprovechen este tiempo y se prepararen y se hagan más fuertes». Ya en 2005 hizo un llamamiento a las reformas estructurales y a una política fiscal más sostenible en Europa.
Cœuré argumentó que las acciones de los bancos centrales pueden generar riesgo moral en el sistema bancario. Advirtió que «el apoyo que se considera apropiado durante la crisis podría tener efectos perversos sobre los incentivos de los bancos en una etapa posterior». También argumentó en favor de una estricta separación entre la política monetaria y la función de supervisión bancaria del BCE
Apoyó la polémica decisión sobre OMC (operaciones monetarias de compraventa), pero estaba muy a favor de la introducción de matices para mitigar los efectos secundarios negativos. Argumentó que «en virtud de las OMC, los gobiernos tendrán que continuar sus esfuerzos reformistas requeridos por el respectivo programa del MEDE y por la participación del FMI. De lo contrario, simplemente se convertirían en inelegibles para las OMC. Por tanto, sin reformas, no hay OMC». Por lo tanto, es percibido por el mercado como que está situado en el sector partidario mantener los tipos de interés bajos por encima de todo dentro del Consejo de Gobierno del BCE.
Junto con su colega alemán del BCE Jörg Asmussen, Cœuré apoyó la publicación de las actas de las reuniones del BCE.
En octubre de 2013 fue nombrado presidente del Comité de Sistemas de Pago y Liquidación del Banco de Pagos Internacionales, un organismo que persigue la normalización de los sistemas de pago, y de compensación y liquidación de valores.

## Discursos
- "Central banks and the challenges of the zero lower bound", en un encuentro organizado por Initiative on Global Markets (University of Chicago Booth School of Business), Miami, 19 de febrero de 2012; en el sitio web del BCE. Via Ralph Atkins, "Cœuré, the ECB and zero interest rates", ft.com blog, 24 de febrero de 2012.
- "The monetary policy of the European Central Bank", en la Conferencia Europea de Barclays, Tokio, 26 de marzo de 2012. Via sitio web del Banco de Pagos Internacionales.
- "Why the euro needs a banking union", Fráncfort del Meno, 8 de octubre de 2012.
- "Reviving credit growth in the euro area", en la Paris Europlace International Financial Forum “Growth and Investment Opportunities in Europe” en París; 11 de julio de 2013
- (9 de septiembre de 2014): Learning about negative interest rates
- (14 de noviembre de 2014): The global and European aspects of policy coordination
- (2 de febrero de 2015): Lamfalussy was right: independence and interdependence in a monetary union (nota: Alexandre Lamfalussy (* 1929))
- (18 de mayo de 2015): How binding is the zero lower bound?; en la  conferencia “Removing the zero lower bound on interest rates”, organizada por el Imperial College Business School / Brevan Howard Centre for Financial Analysis, CEPR y el Banco Nacional Suizo.